# Raúl Castro (futbolista)
Raúl Castro Peñaloza (La Paz, 19 de agosto de 1989) es un futbolista boliviano que juega como centrocampista en Universitario de Vinto de la Primera División de Bolivia.

## Trayectoria
La formación de Raúl Castro estuvo a cargo de su padre, el profesor de Educación Física y exfutbolista Raúl Castro Berrios, quien desde niño entrenó a Raúl en las canchas de tierra y fútbol de salón del barrio de Villa Armonía en la zona este de la ciudad de La Paz. 

### Mariscal Braun
A los 16 años comenzó a jugar en el Club Mariscal Braun de la Asociación de Fútbol de La Paz donde obtuvo cuatro títulos.

### Universitario de Sucre
El primer club de primera división en el que estuvo contratado fue Universitario de Sucre que en 2011 llegó a firmarle un contrato, aunque no llegó a jugar ningún partido de la Liga del Fútbol Profesional Boliviano. 

### Unión Maestranza
A mediados de 2011 vuelve a la su natal La Paz para jugar en la AFLP, pero esta vez en el Club Unión Maestranza con el que logra dos nuevos títulos.

### The Strongest
A mediados de 2013, el Club The Strongest abre su periodo de prueba para nuevos talentos y Raúl Castro se presenta bajo las órdenes de Eduardo Villegas que inmediatamente se da cuenta del gran potencial del jugador y lo incorpora directamente al primer plantel, firmando contrato el 21 de agosto
En enero de 2018 renovó contrato con el Club The Strongest por dos años.

### Wilstermann
El lunes 29 de diciembre de 2021 firmó por un año con el conjunto aviador.

## Selección nacional
No fue hasta el año 2014 que fue preseleccionado por primera vez a la Selección de fútbol de Bolivia para un partido amistoso frente a la de México, pero no llegó a jugar. Su debut con la Verde se produce el 8 de octubre de 2015 en un partido oficial contra Uruguay en La Paz por las Eliminatorias al Mundial de Rusia de 2018. En las Eliminatorias al Mundial de Rusia de 2018 disputó 7 encuentros. En el año 2016 disputó un juego en la Copa América Centenario.

### Participaciones en Eliminatorias al Mundial
| Eliminatorias                 | Resultado | Partidos | Goles |
| ----------------------------- | --------- | -------- | ----- |
| Eliminatorias Mundial de 2018 | 9º lugar  | 7        | 0     |

### Participaciones en Copas Américas
| Copa                    | Sede           | Resultado      | Partidos | Goles |
| ----------------------- | -------------- | -------------- | -------- | ----- |
| Copa América Centenario | Estados Unidos | Fase de grupos | 1        | 0     |
| Copa América 2019       | Brasil         | Fase de grupos | 3        | 0     |

## Clubes
| Club                   | País    | Año               |
| ---------------------- | ------- | ----------------- |
| Mariscal Braun         | Bolivia | 2005 - 2011       |
| Universitario de Sucre | Bolivia | 2011              |
| Unión Maestranza       | Bolivia | 2011 - 2013       |
| The Strongest          | Bolivia | 2013 - 2021       |
| Wilstermann            | Bolivia | 2022              |
| Universitario de Vinto | Bolivia | 2023 - Actualidad |

## Palmarés

### Campeonatos regionales
| Título       | Club             | País    | Año  |
| ------------ | ---------------- | ------- | ---- |
| AFLP 2005    | Mariscal Braun   | Bolivia | 2005 |
| AFLP 2006    | Mariscal Braun   | Bolivia | 2006 |
| AFLP 2007    | Mariscal Braun   | Bolivia | 2007 |
| AFLP 2010    | Mariscal Braun   | Bolivia | 2010 |
| AFLP 2011-12 | Unión Maestranza | Bolivia | 2012 |
| AFLP 2012-13 | Unión Maestranza | Bolivia | 2013 |

### Campeonatos nacionales
| Título                      | Club          | País    | Año           |
| --------------------------- | ------------- | ------- | ------------- |
| Primera División de Bolivia | The Strongest | Bolivia | Apertura 2013 |
| Primera División de Bolivia | The Strongest | Bolivia | Apertura 2016 |